# En dag til i solen
En dag til i solen és una pel·lícula noruega coproduïda amb Espanya dirigida el 1999 per Bent Hamer. Fou estrenada a Espanya amb el títol Un día bajo el sol i en anglès com Water Easy Reach, i fou rodada en anglès i en castellà.

## Argument
Almar és un jove mariner noruec que desembarca en un port gallec per tal que li arrangin el rellotge d'or que li va regalar els seus pares. Durant aquest període Almar coneix a l'home del far Molina i a l'expert mariner australià Windy. Aquest li obra els ulls a una altra vida plena. Alhora s'enamora de Marta, una espanyola optimista i extravertida que li fa veure les coses d'una altra manera.

## Repartiment
- Eric Magnusson...	Almar
- Nicholas Hope	...	Windy
- Ingrid Rubio	...	Marta
- Luis Cuenca	...	Rellotger
- Josep Lluís Fonoll	...	Rellotger
- Pilar Bardem	...	Gloria
- El Gran Wyoming	...	Caricaturista
- Francisco Rabal... Molina
- Alfonso Vallejo	...	Landlord
- Leif Andrée	...	William
- Jorge Ahln	...	Zoltan
- Juan Vidal	...	Paco

## Premis i nominacions
Paco Rabal va obtenir el Fotogramas de Plata 1999 al millor actor de cinema. Malgrat no tenir èxit comercial la pel·lícula va guanyar el Premi Amanda de Noruega al millor guió i fou nominada a l'Estrella de Vidre al Festival Internacional de Cinema Fantàstic de Brussel·les.